# کوراب (کوه)
کوراب (مقدونی: Голем Кораб) بلندترین کوه آلبانی و جمهوری مقدونیه است که در میان مرز این دو کشور واقع‌شده است.

## نگارخانه

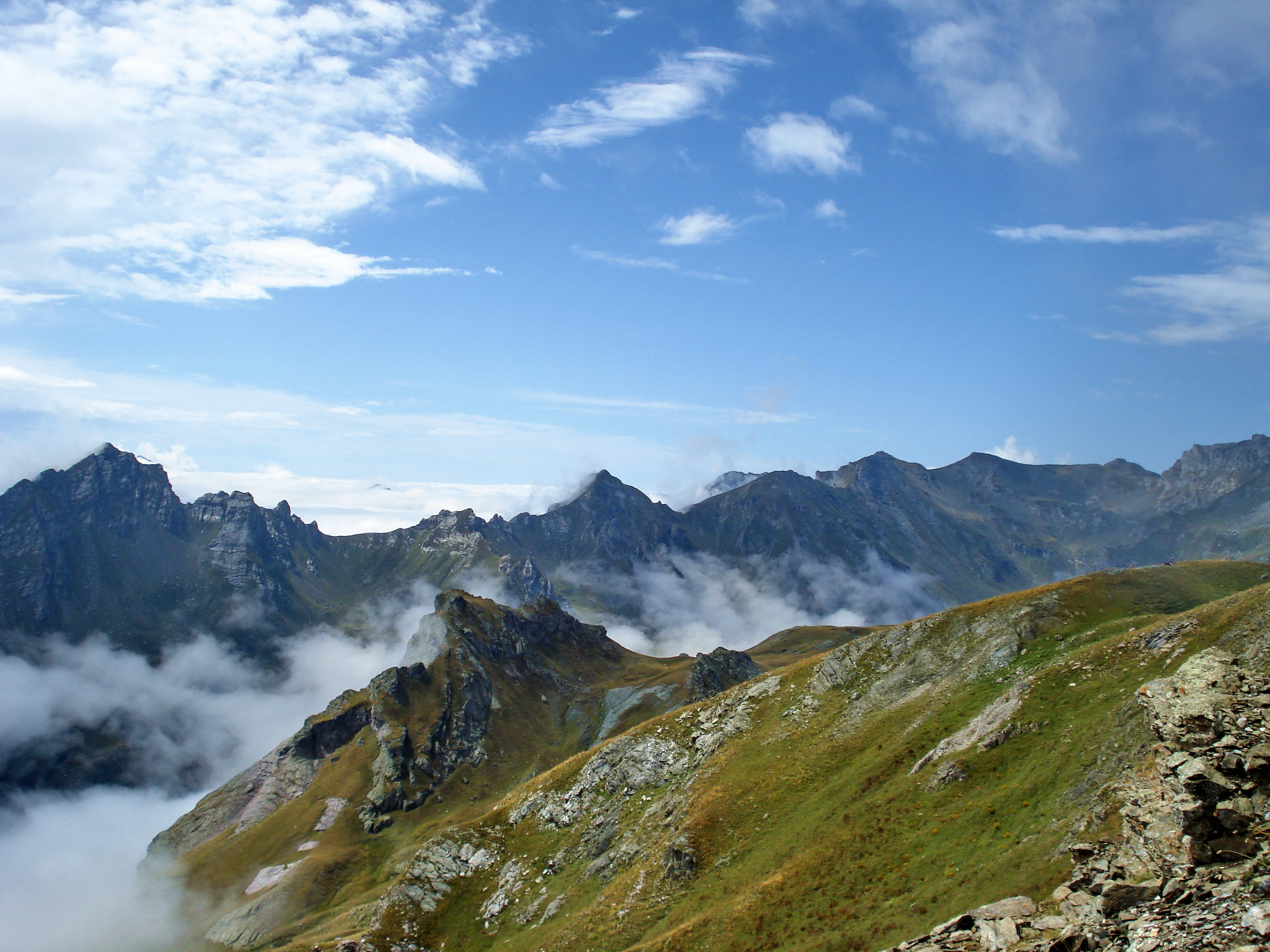
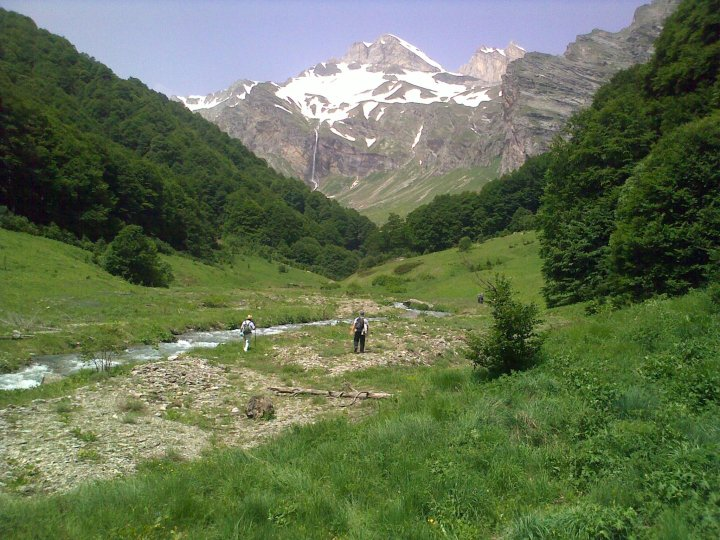
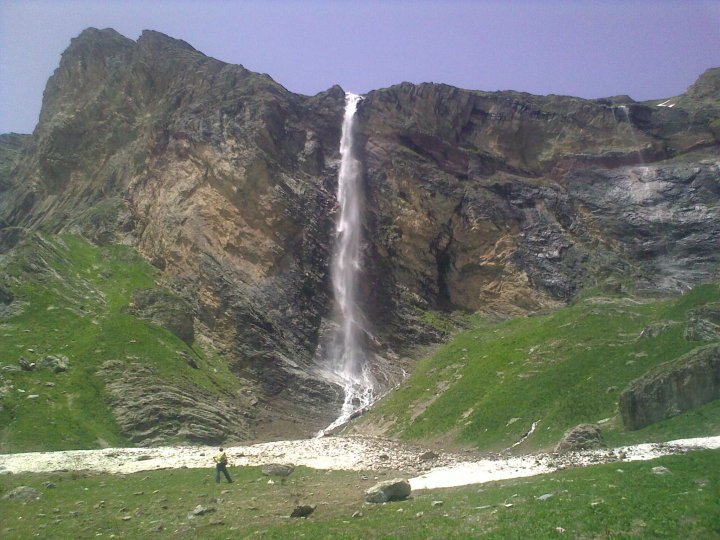
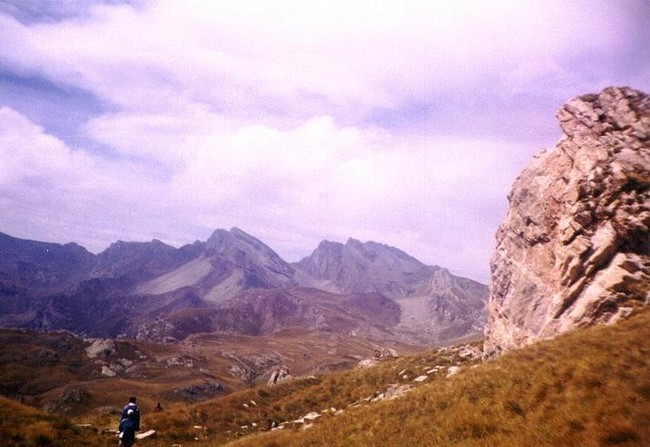